# Synagoge (Alytus)

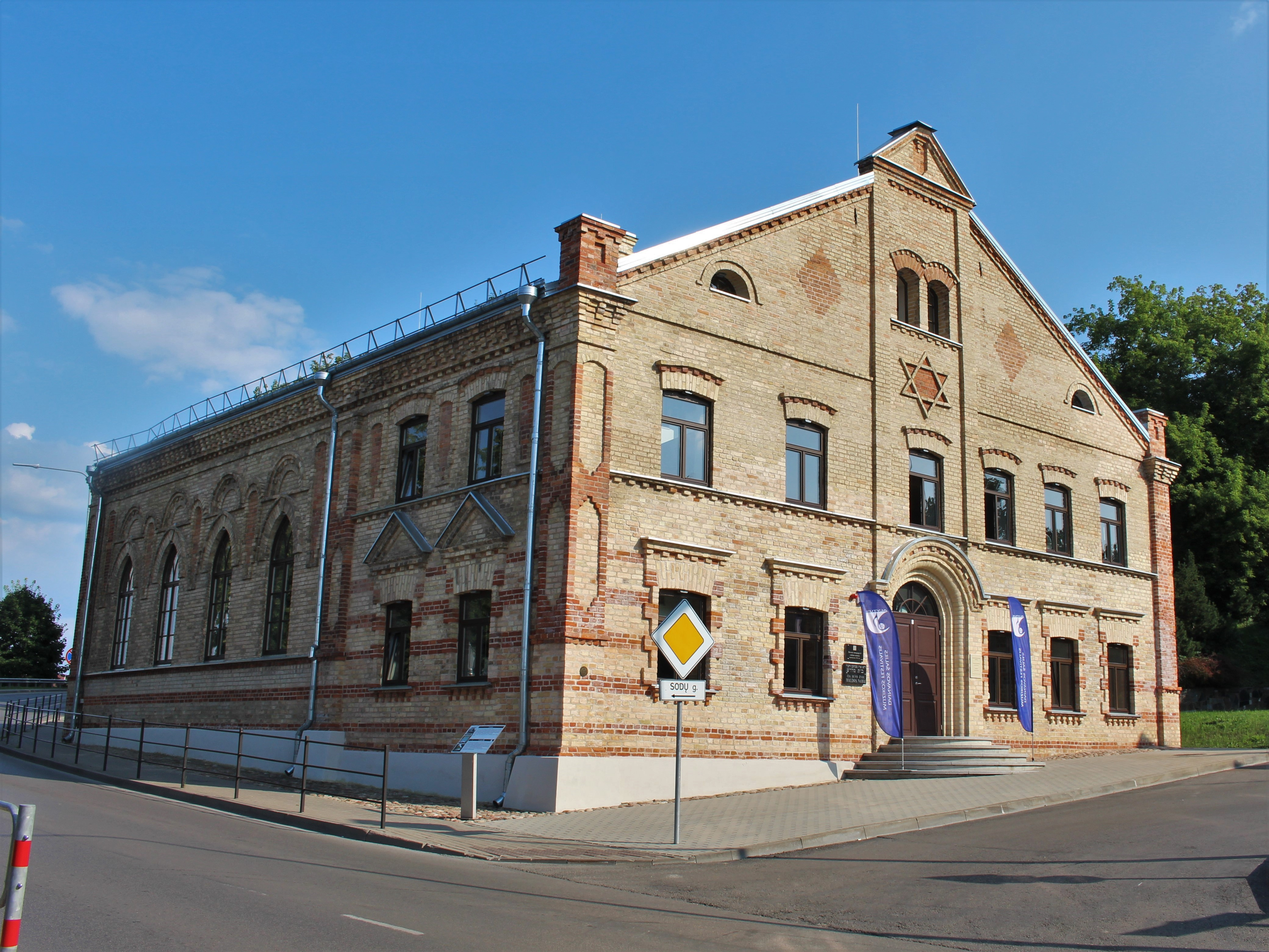
Synagoge in Alytus (nach der Renovierung)

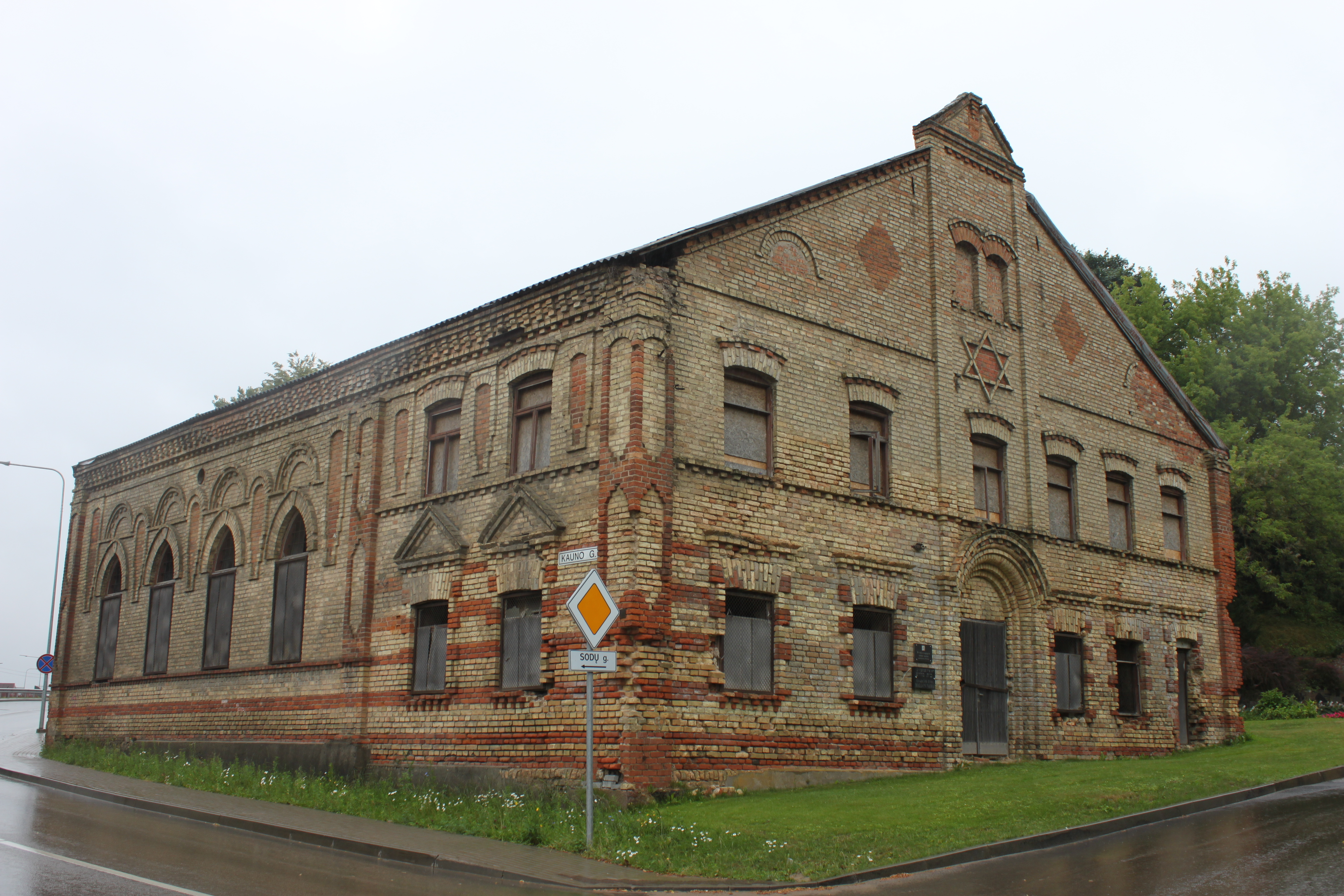
Synagoge in Alytus (2013)

Die Synagoge in Alytus, einer Stadt in Litauen, wurde 1911 errichtet und nach vielen Jahren des Leerstands ab 2017 renoviert.

## Geschichte
Nach einem Feuer in 1909, das in der Stadt wütete und auch die hölzerne Synagoge aus dem Jahr 1857 zerstörte, wurde 1911 an gleicher Stelle eine steinerne Synagoge gebaut. In den ersten Tagen nach dem Überfall auf die Sowjetunion wurde für kurze Zeit in dem Gebäude ein Lazarett für Kriegsgefangene eingerichtet. Später befanden sich hier eine Schlosserei und eine Handwerksschule.
Nach dem Krieg wurde es als Warenlager für Salz genutzt. Das Gebäude wurde erheblich umgebaut und beschädigt.
Nach 1992 wurden Renovierungen angedacht, um es als Kunstgalerie zu nutzen, aber diese wurden erst viele Jahre später, im September 2016, begonnen. Dabei war das Gebäude in der Zwischenzeit immer mehr verfallen. Nach der geplanten Fertigstellung 2020 soll es unter anderem Seminaren dienen, sowie Ausstellungen, darunter auch zur jüdischen Geschichte, beherbergen.

## Architektur
Das Gebäude ist aus gelben und roten (zum Hervorheben dekorativer Elemente) Backsteinen gebaut und hat ein Giebeldach. Es besteht aus zwei verschieden großen Teilen: Im Osten die große Gebetshalle der Männer sowie im Westen der kleinere Eingangsbereich mit Vestibül und zwei Räumen daneben sowie darüber drei eigenständige Räume für die Frauen.
Auch äußerlich ist die Zweiteilung des Gebäudes erkennbar: die Haupthalle hat 14 hohe Spitzbogenfenster und der andere Teil auf zwei Etagen kleinere Fenster.
Der Eingang im Westen hat ein neoromanisches Portal sowie die zwei Fensterreihen der zwei Stockwerke. Darüber befinden sich ein gemauerter Davidstern und darüber am Giebel ein zugemauertes Zwillingsfenster, das die Gesetzestafeln symbolisieren soll.
Die Ostwand, hinter der sich der Toraschrein befand, hat rechts und links je drei hohe Spitzbogenfenster und dazwischen, durch Pilaster getrennt, ein Blindfenster. Darüber am Giebel ist, wie an der Westseite, ebenfalls eine symbolische Darstellung der Gesetzestafeln.
Trotz der jahrzehntelangen Verwendung als Lager ist im Inneren das Aussehen des Gebetsraumes noch gut erkennbar. Vier schlanke, eiserne Stützen nahezu in der Mitte mit je zwei Metern Abstand zeigen den Platz der Bima an. An der Ostwand sind noch die Umrisse des zerstörten Toraschreins zu erkennen.
Im nördlichen Teil der Ostwand sind auch noch Reste der Wandmalereien zu sehen. Auf einer blauen Grundfarbe sind dekorative Elemente aufgemalt.